# Felice Orsini
Pour les articles homonymes, voir Orsini.
Teobaldus Orsus Felice Orsini (né le 10 décembre 1819 à Meldola, près de Forlì, Émilie-Romagne - mort le 13 mars 1858 à Paris) est un révolutionnaire et patriote italien, figure importante du Risorgimento italien, auteur d'un attentat contre Napoléon III, empereur des Français, le 14 janvier 1858.
Felice Orsini, membre du mouvement Jeune Italie — fondé par Giuseppe Mazzini pendant son exil à Marseille — et conspirateur de longue date, qui fait partie de l'Assemblée républicaine de Rome en 1848 est l'instigateur et l'organisateur de l'attentat, qu'il exécute avec ses trois complices, Pieri, Gomez et Rudio. Il reproche à l'empereur sous l'influence du parti de l'Ordre d'entraver l'unification italienne dont il est partisan, notamment en raison de l'intervention des troupes françaises à Rome en 1849 afin de réinstaurer le pape.

## Jeunesse et carrière politique
Fils de Giacomo Andrea, capitaine des guerres napoléoniennes puis carbonaro, et de Francesca Ricci, né à Meldola, près de Forlì dans les États pontificaux, étudie le droit à l’université de Bologne où il obtient son doctorat en 1843. Dès l’âge de 18 ans il rejoint une organisation républicaine et unitaire secrète « Jeune Italie » fondée par Giuseppe Mazzini en 1831, ayant pour objectif de redonner une unité et un idéal au peuple italien. En 1844, il participe activement à l'insurrection fomentée par ce mouvement en Romagne, qui échoue. Orsini est arrêté ainsi que son père et il est condamné aux galères à vie mais il est gracié deux ans plus tard par Pie IX.
Il se fixe alors en Toscane mais reprend rapidement ces activités, devenant le principal adjoint de Giuseppe Mazzini.
En 1848, il participe à la Première Guerre d'indépendance italienne contre l’armée autrichienne, et se distingue lors des combats de Mestre le 27 octobre 1848. Il est alors élu, à l'avènement de la République romaine, député de la constituante (février 1849) et envoyé à Ancône pour y rétablir la sécurité publique. Il participe à la défense de Rome face aux troupes françaises venues en aide au Pape et il s'illustre aux côtés de Garibaldi. Après l'échec de la République, il se rend à Gênes puis à Nice qui se trouve alors dans le royaume de Sardaigne. Il fait profession de marchand et monte une société « Monti & Orsini », spécialisée dans la vente de chanvre. C'est à Nice que naissent deux filles, Ernestina en 1851 et Ida en 1853. Mais, il reprend vite son activité politique, toujours en liaison avec Mazzini. Ses diverses tentatives insurrectionnelles en Italie se soldent par des échecs et l'amènent à la rupture avec son maître à penser.
En 1854, il fait deux autres tentatives d'insurrection sans succès dans les régions de la Lunigiana et de la Valteline. Au cours d'un voyage clandestin en tant qu'agent de Mazzini dans l'empire des Habsbourg, il est arrêté par la police autrichienne en Hongrie le 17 décembre 1854 et emprisonné dans la prison du château Saint-Georges à Mantoue. Il parvient à prendre la fuite le 30 mars 1856 avec l'aide de la riche Emma Siegmund, qui a réussi à corrompre les geôliers et qui l'accompagne dans une voiture à Gênes, d'où il embarqua pour l'Angleterre. Il s'établit à Londres, où il prépare un attentat contre l'empereur Napoléon III, qu'il rend responsable de l'échec de la République romaine par son intervention en 1849.

## L’attentat contre l’empereur Napoléon III

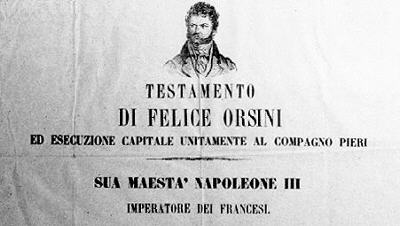
Testament de Felice Orsini.

Orsini cache habilement son action en s’adonnant à des actions de propagande pacifiste en faveur de l’indépendance de l’Italie. Dans le même temps, il cherche à joindre Cavour qui s’abstient prudemment de répondre à cet activiste jugé dangereux[réf. nécessaire]. Cela l'éloigne également de Mazzini qui est hostile à sa démarche. Dans les derniers mois de 1857, Orsini, résolu à passer à l’action, s’interroge quant au fait d’agir seul, l'espoir étant de déclencher une révolution en France qui se propagerait en Italie. Mais il s'aperçoit vite que se procurer le nécessaire pour la fabrication d’engins artisanaux et savoir comment atteindre l'empereur posent des problèmes importants, et qu’il lui faut des complices.
Il met au point son action avec un Anglais, dénommé Thomas Allsop, et avec un chimiste français, farouche républicain demeurant à Londres, Simon Bernard, chargé de mettre au point les bombes. En même temps, il recrute trois complices : Pieri et Rudio, comme lui anciens mazziniens convertis au terrorisme, et Gomez qui, avec lui, est chargé de l'attentat. Après un long travail de repérage des habitudes de l'empereur, ils apprennent que le couple impérial assistera à une représentation à l'opéra. Ils se retrouvent le 8 janvier pour se distribuer les rôles.
Le jeudi 14 janvier, l'arrivée étant prévue à 20 h 30, les conspirateurs regagnent leur place dès 19 h, munis d'une bombe qu'ils devront lancer selon un plan très précis. Pieri se place dans la rue Le Peletier ; Gomez, Rudio et Orsini se placent juste en face de l'opéra. Pieri, étant déjà l'objet de recherches, est arrêté par un officier de la paix qui l'a reconnu. On découvre sur lui une bombe, un pistolet et un poignard. Il est enfermé au poste de police le plus proche mais ne subit aucun interrogatoire qui aurait pu conduire à l'arrestation de ses complices.

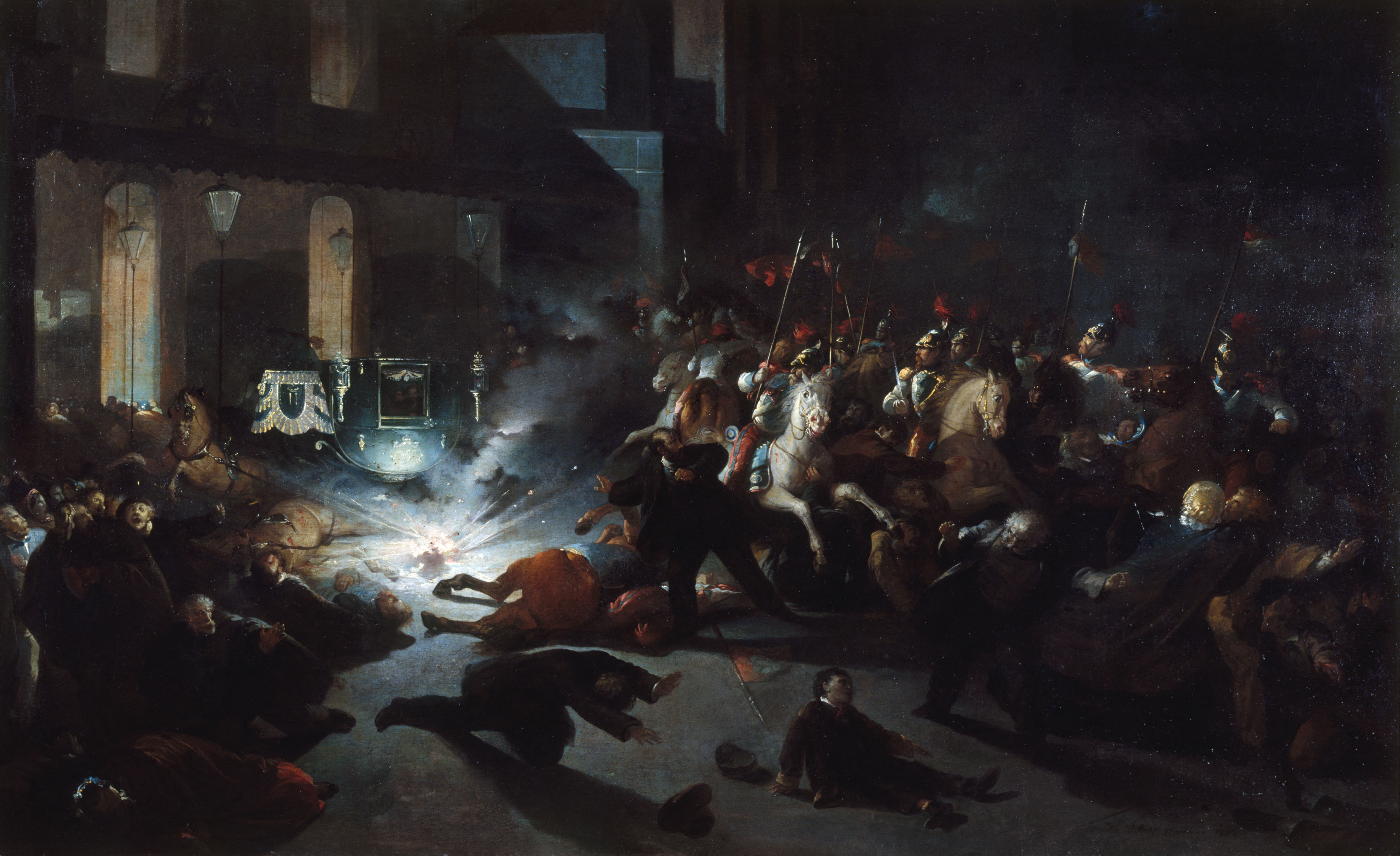
L'attentat de Felice Orsini contre Napoléon III devant la façade de l'Opéra, le 14 janvier 1858, par H. Vittori Romano (1862).

À 20 h 30, le cortège impérial se présente sur le boulevard des Italiens : un escadron de lanciers, puis la berline de l’empereur et trente mètres plus loin, la voiture de la princesse Mathilde. L’ensemble tourne à gauche dans la rue Le Peletier, l’opéra se situant en face du no 19. Lorsque le convoi s'y arrête, Gomez lance la première bombe sous les chevaux des lanciers ; une énorme détonation retentit fauchant chevaux et cavaliers. Peu de temps après, une seconde détonation se fait entendre. Cette fois, c’est Rudio qui a lancé sa bombe sous l’attelage. La troisième bombe, celle d’Orsini, éclate sous la berline qui se renverse sur le côté. Verrières et vitres d’immeubles environnantes se brisent, des cris se font entendre aux alentours. On compte 156 blessés ; 12 personnes mourront dans la nuit. L’empereur n’est pas touché ; il descend indemne de sa voiture. L’impératrice est retrouvée sur le trottoir couverte de sang, mais elle est saine et sauve.

## Les suites de l’action contre l’Empereur
Napoléon III a échappé de justesse à l'attentat. Il serait sans doute mort si le constructeur du carrosse n’avait pas fait placer des plaques d'acier dans les parois. Après la tragédie, l’Empereur pense s’en aller mais un commissaire l’informe que le public présent dans l’opéra a entendu les explosions et que, s’il ne paraît pas, on pensera qu’il a été touché.

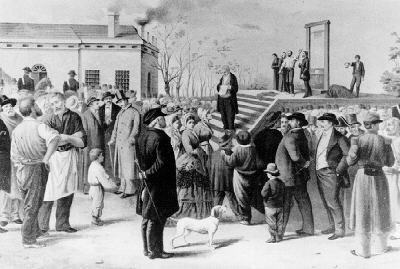
Orsini sur l'échafaud.

Dans la panique engendrée par la tentative d’attentat contre l’Empereur, les différents protagonistes réussissent à prendre la fuite. Mais la police enfin en alerte ne tarde pas à retrouver leurs traces, notamment grâce à la confession de Pieri. Rudio loge rue Montmartre et Orsini rue du Mont-Thabor. Quant à Gomez, il se réfugie pris de panique dans un restaurant. Le serveur inquiet prévient un sergent de ville qui le conduit au poste, où il avoue à son tour. Les auteurs de l'attentat sont enfermés à la Conciergerie.
L'instruction judiciaire est brève, Orsini reconnaissant immédiatement le crime et s’accusant d’avoir tout organisé. Les auteurs de l'attentat sont jugés par la cour d'assises de la Seine lors de deux audiences les 25 et 26 février 1858. Ils sont défendus par l'avocat et homme politique Jules Favre. Orsini et Pieri sont condamnés à mort (Rudio également, mais sa peine est commuée en travaux forcés à perpétuité), et ils montent à l'échafaud, place de la Roquette, le 13 mars 1858 en criant « Vive l'Italie ! Vive la France ! ». La veille de sa mort, Orsini a fait parvenir une lettre à l’Empereur :

« J’adjure votre Majesté de rendre à l’Italie l’indépendance que ses enfants ont perdue en 1849, par le fait des Français (…). Que votre Majesté se rappelle que les Italiens, au milieu desquels était mon père, ont versé leur sang pour Napoléon le Grand, partout où il lui plut de les conduire ; qu’elle se rappelle que, tant que l’Italie ne sera pas indépendante, la tranquillité de l’Europe et celle de votre Majesté ne seront qu’une chimère : que votre Majesté ne repousse pas le vœu suprême d’un patriote sur les marches de l’échafaud ; qu’elle délivre ma patrie, et les bénédictions de 25 millions de citoyens la suivront dans la postérité. »

L'auteur n'a pas été gracié mais le 27 février Le Moniteur publie, avec l'accord des autorités, la plaidoirie de Jules Favre et les deux lettres d'Orsini,.

## Les conséquences de l’action d’Orsini
Même si l’action en elle-même est un échec, elle n'est pas sans conséquences. En effet, à la suite de cet incident, la répression policière est impitoyable. La réaction des milieux officiels, tous affolés par la nouvelle, rend compte à quel point l’Empire est fragile, puisqu'il repose sur la seule vie de l’Empereur. Mais les ministres n’en demeurent pas moins partisans d’une réaction autoritaire. Le général Espinasse est placé à la tête du ministère de l’Intérieur où il met en application avec sévérité la loi de sûreté générale qui prévoit que tout individu suspecté d'agir contre le gouvernement est passible d’amende ou de prison, et que quiconque a déjà fait l’objet de condamnations politiques depuis 1848 peut être arrêté, déporté et exilé sans procès. Néanmoins, ce tragique épisode a aussi permis à l’Empereur de prendre conscience de l’urgence de la situation italienne. Ainsi, il décide de rencontrer Cavour dans le plus grand secret à Plombières, lui promettant de l’aider à libérer l’Italie, mais demandant en échange la Savoie et Nice.

## Publications
- (en) Felice Orsini, The Austrian Dungeons in Italy : A Narrative of Fifteen Months Imprisonment and Final Escape from the Fortress of S. Giorgio, translated from the unpublished manuscript by J. Meriton White, Londres ; New York, Routledge, 1856.

## Postérité
Dans Son Excellence Eugène Rougon, d'Émile Zola, le héros éponyme se sert de l'attentat pour se faire nommer au Ministère de l'Intérieur, ayant appris les plans d'Orsini à l'avance. Orsini et ses complices sont présents dans l'œuvre, mais ne sont pas nommés directement.